# Tsujio Shinji
Tsujio Shinji (辻尾 真二 (Thập Vĩ Chân Nhị) Tsujio Shinji, sinh ngày 23 tháng 12 năm 1985 ở Sakai, Osaka) là một cầu thủ bóng đá người Nhật Bản thi đấu cho SC Sagamihara.

## Sự nghiệp
Tsujio là thành viên của hệ thống trẻ F.C. Tokyo, và sau khi tốt nghiệp Đại học Chuo, anh gia nhập S-Pulse năm 2008.

## Thống kê câu lạc bộ
Cập nhật đến ngày 23 tháng 2 năm 2016.
| Thành tích câu lạc bộ | Thành tích câu lạc bộ | Thành tích câu lạc bộ | Giải vô địch | Giải vô địch | Cúp                   | Cúp                   | Cúp Liên đoàn | Cúp Liên đoàn | Tổng cộng | Tổng cộng |
| Mùa giải              | Câu lạc bộ            | Giải vô địch          | Số trận      | Bàn thắng    | Số trận               | Bàn thắng             | Số trận       | Bàn thắng     | Số trận   | Bàn thắng |
| Nhật Bản              | Nhật Bản              | Nhật Bản              | Giải vô địch | Giải vô địch | Cúp Hoàng đế Nhật Bản | Cúp Hoàng đế Nhật Bản | Cúp Liên đoàn | Cúp Liên đoàn | Tổng cộng | Tổng cộng |
| --------------------- | --------------------- | --------------------- | ------------ | ------------ | --------------------- | --------------------- | ------------- | ------------- | --------- | --------- |
| 2008                  | Shimizu S-Pulse       | J1 League             | 3            | 0            | 1                     | 0                     | 2             | 0             | 6         | 0         |
| 2009                  | Shimizu S-Pulse       | J1 League             | 9            | 0            | 2                     | 0                     | 3             | 0             | 14        | 0         |
| 2010                  | Shimizu S-Pulse       | J1 League             | 17           | 0            | 3                     | 0                     | 6             | 0             | 26        | 0         |
| 2011                  | Shimizu S-Pulse       | J1 League             | 27           | 1            | 1                     | 0                     | 3             | 0             | 31        | 1         |
| 2012                  | Shimizu S-Pulse       | J1 League             | 1            | 0            | -                     | -                     | 1             | 0             | 2         | 0         |
| 2012                  | Sanfrecce Hiroshima   | J1 League             | 5            | 0            | 1                     | 0                     | -             | -             | 6         | 0         |
| 2013                  | Oita Trinita          | J1 League             | 13           | 0            | 2                     | 0                     | 3             | 0             | 18        | 0         |
| 2014                  | Zweigen Kanazawa      | J3 League             | 30           | 3            | 2                     | 0                     | -             | -             | 32        | 3         |
| 2015                  | Zweigen Kanazawa      | J2 League             | 34           | 3            | 1                     | 0                     | -             | -             | 35        | 3         |
| Tổng cộng sự nghiệp   | Tổng cộng sự nghiệp   | Tổng cộng sự nghiệp   | 141          | 7            | 13                    | 0                     | 18            | 0             | 172       | 7         |